# Yago Abuladze
Yago Abuladze –en ruso, Яго Абуладзе– (16 de octubre de 1997) es un deportista ruso que compite en judo.
Ganó una medalla de oro en el Campeonato Mundial de Judo de 2021 y dos medallas en el Campeonato Europeo de Judo, plata en 2020 y bronce en 2021.

## Palmarés internacional
| Campeonato Mundial | Campeonato Mundial      | Campeonato Mundial | Campeonato Mundial |
| Año                | Lugar                   | Medalla            | Categoría          |
| ------------------ | ----------------------- | ------------------ | ------------------ |
| 2021               | Budapest (Hungría)      | Medalla de oro     | –60 kg             |
| Campeonato Europeo |                         |                    |                    |
| Año                | Lugar                   | Medalla            | Categoría          |
| 2020               | Praga (República Checa) | Medalla de plata   | –60 kg             |
| 2021               | Lisboa (Portugal)       | Medalla de bronce  | –60 kg             |